# Rayo Vallecano de Madrid 2021-2022
Questa voce raccoglie le informazioni riguardanti il Rayo Vallecano de Madrid nelle competizioni ufficiali della stagione 2021-2022.

## Maglie e sponsor
| Casa | Trasferta | Terza divisa |

Sponsor ufficiale: DIGI
Fornitore tecnico: Umbro

## Rosa
In corsivo i calciatori ceduti durante la stagione 
| N. |                               | Ruolo | Calciatore             |
| -- | ----------------------------- | ----- | ---------------------- |
| 1  | Francia (bandiera)            | P     | Luca Zidane            |
| 2  | Serbia (bandiera)             | D     | Nikola Maraš           |
| 3  | Colombia (bandiera)           | A     | Radamel Falcao         |
| 4  | Spagna (bandiera)             | C     | Mario Suárez           |
| 5  | Spagna (bandiera)             | D     | Alejandro Catena       |
| 6  | Spagna (bandiera)             | C     | Santi Comesaña         |
| 7  | Spagna (bandiera)             | A     | Isi Palazón            |
| 8  | Argentina (bandiera)          | A     | Óscar Trejo (capitano) |
| 9  | Francia (bandiera)            | C     | Randy Nteka            |
| 10 | Portogallo (bandiera)         | C     | Bebé                   |
| 11 | Spagna (bandiera)             | A     | Andrés Martín          |
| 11 | Senegal (bandiera)            | A     | Mamadou Sylla          |
| 12 | Spagna (bandiera)             | C     | Unai López             |
| 13 | Macedonia del Nord (bandiera) | P     | Stole Dimitrievski     |

| N. |                       | Ruolo | Calciatore             |
| -- | --------------------- | ----- | ---------------------- |
| 14 | Marocco (bandiera)    | A     | Yacine Qasmi           |
| 16 | Spagna (bandiera)     | A     | Sergi Guardiola        |
| 17 | Spagna (bandiera)     | C     | Martín Merquelanz      |
| 18 | Spagna (bandiera)     | C     | Álvaro García          |
| 19 | Portogallo (bandiera) | A     | Kévin Rodrigues        |
| 20 | Albania (bandiera)    | D     | Ivan Balliu            |
| 21 | Senegal (bandiera)    | C     | Pathé Ciss             |
| 22 | Spagna (bandiera)     | C     | José Ángel Pozo        |
| 23 | Spagna (bandiera)     | C     | Óscar Valentín         |
| 24 | Montenegro (bandiera) | D     | Esteban Saveljich      |
| 25 | Colombia (bandiera)   | P     | Iván Arboleda          |
| 29 | Spagna (bandiera)     | A     | Sergio Moreno Martínez |
| 32 | Spagna (bandiera)     | D     | Mario Hernández        |
| 33 | Spagna (bandiera)     | D     | Fran García            |

## Calciomercato

### Sessione estiva
| Acquisti | Acquisti          | Acquisti         | Acquisti                   |
| R.       | Nome              | da               | Modalità                   |
| -------- | ----------------- | ---------------- | -------------------------- |
| D        | Fran García       | Real M. Castilla | definitivo (2 milioni €)   |
| P        | Randy Nteka       | Fuenlabrada      | definitivo (1,3 milioni €) |
| C        | Pathé Ciss        | Fuenlabrada      | definitivo (1 milione €)   |
| A        | Radamel Falcao    | Galatasaray      | gratuito                   |
| D        | Iván Balliu       | Almería          | gratuito                   |
| C        | Unai López        | Athletic Bilbao  | prestito                   |
| D        | Kévin Rodrigues   | Real Sociedad    | prestito                   |
| C        | Sergi Guardiola   | Real Valladolid  | prestito                   |
| A        | Martín Merquelanz | Real Sociedad    | prestito                   |
| D        | Nikola Maraš      | Athletic Bilbao  | prestito                   |
| P        | Iván Arboleda     |                  | svincolato                 |
| C        | Unai López        | Athletic Bilbao  | prestito                   |

| Cessioni | Cessioni               | Cessioni      | Cessioni                   |
| R.       | Nome                   | a             | Modalità                   |
| -------- | ---------------------- | ------------- | -------------------------- |
| D        | Luis Advíncula         | Boca Juniors  | definitivo (2,2 milioni €) |
| D        | Emiliano Velázquez     | Santos        | gratuito                   |
| A        | Miguel Ángel Guerrero  | Ibiza         | gratuito                   |
| A        | Adri Carrasco          | Salamanca UDS | gratuito                   |
| P        | Miguel Ángel Morro     | Fuenlabrada   | prestito                   |
| D        | Martín Pascual         | Villarreal B  | prestito                   |
| C        | Joni Montiel           | Leonesa       | prestito                   |
| P        | Alberto García Cabrera |               | ritiro                     |
| A        | Leonardo Ulloa         |               | ritiro                     |
| A        | Antoñín                | Granada       | fine prestito              |
| D        | Iván Martos            | Almería       | fine prestito              |

#### Sessione invernale
| Acquisti | Acquisti      | Acquisti | Acquisti |
| R.       | Nome          | da       | Modalità |
| -------- | ------------- | -------- | -------- |
| A        | Mamadou Sylla | Alavés   | prestito |

| Cessioni | Cessioni               | Cessioni          | Cessioni   |
| R.       | Nome                   | a                 | Modalità   |
| -------- | ---------------------- | ----------------- | ---------- |
| A        | Yacine Qasmi           | Leganés           | gratuito   |
| C        | José Ángel Pozo        | Al-Ahli           | prestito   |
| A        | Andrés Martín          | Tenerife          | prestito   |
| A        | Sergio Moreno Martínez | Amorebieta        | prestito   |
| P        | Iván Arboleda          | Newell's Old Boys | svincolato |

## Risultati

### Primera División

#### Girone di andata
| Arbitro: | Díaz de Mera Escuderos (comitato castigliano) |

|                               |           |  |
| En-Nesyri 19’ Lamela 55’, 79’ | Marcatori |  |

| Arbitro: | Jaime Latre (comitato aragonegno) |

|               |           |  |
| Oyarzabal 68’ | Marcatori |  |

| Arbitro: | Jesús Gil Manzano (comitato estremegno) |

|                                                   |           |  |
| Álvaro 3’ Trejo 23’ (rig.) Nteka 43’ Comesaña 58’ | Marcatori |  |

| Arbitro: | Javier Alberola Rojas (comitato castigliano) |

|           |           |                     |
| Roger 39’ | Marcatori | Sergi Guardiola 92’ |

| Arbitro: | Cordero Vega (comitato cantabrico) |

|                                     |           |  |
| Trejo 9’ (rig.) Ciss 78’ Falcao 81’ | Marcatori |  |

| Arbitro: | José Luis Munuera Montero (comitato andaluso) |

|                 |           |                        |
| Ciss 33’ (aut.) | Marcatori | Álvaro 5’ Falcao 90+6’ |

| Arbitro: | Ricardo de Burgos Bengoetxea (comitato basco) |

|                                      |           |             |
| Álvaro 9’ Falcao 44’ Isi Palazón 87’ | Marcatori | Haroyan 23’ |

| Arbitro: | Mario Melero López (comitato andaluso) |

|               |           |  |
| Sánchez 90+1’ | Marcatori |  |

| Arbitro: | Santiago Jaime Latre (comitato aragonese) |

|                         |           |          |
| Hernández 26’ Nteka 65’ | Marcatori | Boyé 14’ |

| Arbitro: | Ricardo de Burgos Bengoetxea (comitato basco) |

|                                               |           |                      |
| Álex Moreno 22’ Juanmi 24’ Willian 75’ (rig.) | Marcatori | Nteka 46’ Álvaro 65’ |

| Arbitro: | Antonio Mateu Lahoz (comitato valenciano) |

|            |           |  |
| Falcao 30’ | Marcatori |  |

| Vallecas 1º novembre 2021, ore 18:30 CET 12ª giornata | Rayo Vallecano                                  | 0 – 0 referto | Celta Vigo | Campo de Fútbol de Vallecas\| Arbitro: \| Guillermo Cuadra Fernández (comitato balearico) \| |
| Arbitro:                                              | Guillermo Cuadra Fernández (comitato balearico) |               |            |                                                                                              |

| Arbitro: | Pablo González Fuertes (comitato asturiano) |

|                       |           |            |
| Kroos 14’ Benzema 38’ | Marcatori | Falcao 76’ |

| Arbitro: | Jorge Figueroa Vázquez (comitato andaluso) |

|                                           |           |           |
| Guardiola 16’ Álvaro 20’ Trejo 63’ (rig.) | Marcatori | Prats 89’ |

| Arbitro: | Alejandro Hernández Hernández (comitato canario) |

|                  |           |             |
| Soler 19’ (rig.) | Marcatori | Palazón 64’ |

| Arbitro: | José Luis Munuera Montero (comitato andaluso) |

|                    |           |  |
| Cabrera 54’ (aut.) | Marcatori |  |

| Arbitro: | Mario Melero López (comitato andaluso) |

|                             |           |  |
| Mandi 32’ Moreno 36’ (rig.) | Marcatori |  |

| Arbitro: | Juan Martínez Munuera (comitato valenzano) |

|                          |           |  |
| Guardiola 19’ Catena 26’ | Marcatori |  |

| Arbitro: | Jorge Figueroa Vázquez (comitato andaluso) |

|                 |           |  |
| Correa 28’, 53’ | Marcatori |  |

#### Girone di ritorno
| Arbitro: | Alejandro Muñiz Ruiz (comitato galiziano) |

|            |           |               |
| Balliu 70’ | Marcatori | Canales 45+2’ |

| Arbitro: | de Mera Escuderos |

|  |           |              |
|  | Marcatori | 7’ Á. García |

| Arbitro: | Adrián Cordero Vega (comitato cantabrico) |

|  |           |             |
|  | Marcatori | Serrano 30’ |

| Arbitro: | José Luis Munuera Montero (comitato andaluso) |

|                 |           |  |
| Méndez 12’, 80’ | Marcatori |  |

| Arbitro: | Jorge Figueroa Vázquez (comitato andaluso) |

|  |           |                                                 |
|  | Marcatori | 8’ Moncayola 40’ Rubén García 90+3’ Kike García |

| Arbitro: | Alejandro Muñiz Ruiz (comitato galiziano) |

|                        |           |                 |
| Carrillo 76’ Ponce 84’ | Marcatori | 52’ Fran García |

| Arbitro: | Díaz de Mera Escuderos |

|  |           |             |
|  | Marcatori | 83’ Benzema |

| Arbitro: | Soto Grado |

|                            |           |  |
| R. Alcaraz 55’ Idrissi 63’ | Marcatori |  |

| Arbitro: | Martínez Munuera |

|          |           |             |
| Bebé 46’ | Marcatori | 63’ Delaney |

| Arbitro: | Munuera Montero |

|  |           |          |
|  | Marcatori | 49’ Koke |

| Arbitro: | Hernández Hernández |

|                                  |           |                            |
| J. Molina 67’ Milla 90+3’ (rig.) | Marcatori | 6’ Catena 17’ S. Guardiola |

| Arbitro: | De Burgos Bengoetxea |

|                  |           |           |
| S. Guardiola 83’ | Marcatori | 57’ Soler |

| Arbitro: | Martínez Munuera |

|            |           |  |
| Joselu 64’ | Marcatori |  |

| Arbitro: | Mateu Lahoz |

|  |           |                  |
|  | Marcatori | 42’ S. Guardiola |

| Arbitro: | Muñiz Ruiz |

|            |           |             |
| Falcao 77’ | Marcatori | 33’ Sørloth |

| Getafe 8 maggio 2022, ore 14:00 CEST 35ª giornata | Getafe       | 0 – 0 referto | Rayo Vallecano | Coliseum Alfonso Pérez (10 125 spett.)\| Arbitro: \| Melero López \| |
| Arbitro:                                          | Melero López |               |                |                                                                      |

| Arbitro: | Isidro Díaz de Mera Escuderos |

|                  |           |                                                          |
| S. Guardiola 21’ | Marcatori | 3’, 88’ Pedraza 27’ Foyth 38’ P. Alcácer 45+1’ P. Torres |

| Arbitro: | Munuera Montero |

|                        |           |          |
| Muriqi 13’ Abdón 90+2’ | Marcatori | 60’ Ciss |

| Arbitro: | Melero López |

|                                       |           |                                      |
| Á. García 18’ S. Guardiola 61’ (rig.) | Marcatori | 26’, 45+1’ Melero 44’ Martí 76’ Coke |

### Coppa del Re
| Arbitro: | Alejandro Muñiz Ruiz |

|                                   |                      |                                         |
| Toti 19’                          | Marcatori            | Pozo 5’                                 |
| Peli Cramelo Rubén Toti Cristóbal | Tiri di rigore 3 – 4 | Suárez Palazón Trejo Comesaña Guardiola |

| Arbitro: | Pablo González Fuertes |

|          |           |                                  |
| Cano 77’ | Marcatori | 37’ Suárez 67’ Ciss 90+1’ Moreno |

| Arbitro: | José Luis Munuera Montero |

|  |           |            |
|  | Marcatori | 67’ Martín |

| Arbitro: | Adrián Cordero Vega (comitato cantabrico) |

|              |           |                         |
| Bernardo 26’ | Marcatori | 45+1’, 48’ S. Guardiola |

| Arbitro: | César Soto Grado |

|                  |           |  |
| Trejo 44’ (rig.) | Marcatori |  |

| Arbitro: | Sánchez Martínez |

|              |           |                                    |
| Á. García 5’ | Marcatori | 26’ Borja Iglesias 68’ W. Carvalho |

| Arbitro: | Martínez Munuera |

|                      |           |          |
| Borja Iglesias 90+2’ | Marcatori | 80’ Bebé |